# Contea di Scott (Illinois)
La contea di Scott (in inglese Scott County) è una contea dello Stato dell'Illinois, negli Stati Uniti. La popolazione al censimento del 2000 era di 5 537 abitanti, passati a 5 355 nel 2010. Il capoluogo di contea è Winchester.